# 103e Coupe Grey
La 103e Coupe Grey est le match final de la saison 2015 de la Ligue canadienne de football, au cours duquel se sont affrontés le Rouge et Noir d'Ottawa, équipe championne de la division Est, et les Eskimos d'Edmonton, équipe championne de la division Ouest. Le match s'est déroulé le 29 novembre 2015 dans la ville de Winnipeg, dans le Manitoba, au Investors Group Field.